# (33889) Jengebo
2000 KZ22 (asteroide 33889) é um asteroide da cintura principal. Possui uma excentricidade de 0.18105810 e uma inclinação de 6.51474º.
Este asteroide foi descoberto no dia 28 de maio de 2000 por LINEAR em Socorro.